# Columbia Games

Logo von Columbia Games

Columbia Games Inc. (kurz auch CGI) ist ein US-amerikanischer Hersteller von Gesellschaftsspielen. Er ist spezialisiert auf strategische Brettspiele. Gegründet wurde die Firma im Jahre 1972 unter dem Namen Gamma Two Games in Vancouver, Kanada von Tom Dalgliesh, Lance Gutteridge und Steve Brewster. 1982 wurde die Firma in Columbia Games umbenannt und der Firmensitz nach Blaine, Washington verlegt.
Das bis heute erfolgreichste Spiel von Columbia Games ist Hammer of the Scots von Jerry Taylor, welches 2003 der erste Preisträger beim International Gamers Award wurde.
Seit 1983 veröffentlicht Columbia Games das Pen-&-Paper-Rollenspiel HârnMaster und die dazugehörige Rollenspielwelt HârnWorld des Autors N. Robin Crossby.

## Spieleauswahl
- 1982: Rommel in the Desert von Craig Besinque
- 1991: EastFront von Craig Besinque und Tom Dalgliesh
- 1992: WestFront von Craig Besinque
- 2000: Pacific Victory von Tom Dagliesh

International Gamers Award 2002 : nominiert
- 2002: Hammer of the Scots von Jerry Taylor

International Gamers Award 2003 : Preisträger
- 2005: Crusader Rex von Jerry Taylor und Tom Dalgliesh